# قطرس داكن
قطرس داكن (الاسم العلمي: Phoebetria fusca) هو نوع من فصيلة قطرس.